# Tim Ward
Tim Ward (Waukesha, 28 febbraio 1987) è un ex calciatore statunitense, di ruolo difensore.